# Hetephernebti
Hetephernebti was een koningin in het oude Egypte tijdens de 3e dynastie die regeerde aan de zijde van koning Djoser. Ze was de, voor zover bekend, enige echtgenote van farao Djoser.
Het bestaan van Hetephernebti wordt afgeleid uit het feit dat ze wordt genoemd op een stele bij Djosers trappiramide en is afgebeeld op een reliëf. Het reliëf, tegenwoordig te vinden in Turijn, toont farao Djoser met enkele kleinere personen, onder wie zijn dochter en vrouw.
Vermoed wordt dat ze een dochter was van oud-farao Chasechemoey. Dit betekende dat Hetephernebti dus Djosers zus of halfzus was. Men leidt dit af uit haar titel Koninklijke dochter.
De vorige Egyptische koningin was mogelijk Nimaathapi. Als opvolgster geldt Djefatnebti.

## Titels
Hetephernebti droeg voor zover bekend de koninginnentitels:
- Koninklijke dochter (s3t-niswt)
- Zij die Horus ziet (m33t-hrw)
- Grote vrouwe van de hetes-scepter (wrt-hetes)